# Фаррохзад, Форуг
Форуг Фаррохзад (перс. فروغ فرخزاد‎; 5 января 1935 — 14 февраля 1967) — иранская поэтесса и кинорежиссёр.

## Биография
Родилась в семье полковника Мохаммада Багера Фаррохзада. Училась в школе до 9-го класса, затем изучала рисование и вышивание в ремесленной школе для девушек. В возрасте около 17 лет вышла замуж за своего троюродного брата, известного сатирика Парвиза Шапура. Переехала с супругом в Ахваз. Через год родился её единственный сын Камьяр.
В 1954 г. развелась с мужем, который получил право на воспитание ребёнка и не давал ей видеться с ним. Вернулась в Тегеран, где в 1955 г. опубликовала первый поэтический сборник. Её творчество вызвало противоречивые оценки, поскольку она была разведённой (что осуждалось в мусульманском обществе) и к тому же высказывалась за расширение прав женщин. В 1958 г. провела несколько месяцев в Европе, где познакомилась с кинопродюсером Эбрахимом Голестаном. В 1962 г. они вместе сняли фильм «Черный дом» про лепрозорий в Тебризе. Форуг усыновила Хосейна Мансури, 6-летнего сына одной из прокажённых.
Через 5 лет она погибла в автомобильной катастрофе.
Брат Форуг, певец и политический активист Ферейдун Фаррохзад, был убит в Бонне в 1992 году.

### На русском языке
- Фаррохзад Ф. Стихи (из книги «Новое рождение») // Иностранная литература  / Пер. Виктора Полещука. — 2002. — №  8. Архивировано 10 июня 2019 года.

### На других языках
- Michael Craig Hillmann, A lonely woman: Forough Farrokhzad and her poetry (Three Continents Press, Washington, D.C., 1987). ISBN 0-934211-11-6, ISBN 978-0-934211-11-6.
- Farzaneh Milani, Veils and words: the emerging voices of Iranian women writers (Syracuse University Press, Syracuse, N.Y., 1992). ISBN 0-8156-2557-X, ISBN 978-1-85043-574-7.
- Manijeh Mannani, The Reader’s Experience and Forough Farrokhzad’s Poetry, Crossing Boundaries — an interdiciplinary journal, Vol. 1, pp. 49-65 (2001). PDF
- Michael Craig Hillmann, An Autobiographical Voice: Forough Farrokhzad, in Women’s Autobiographies in Contemporary Iran, edited by Afsaneh Najmabadi (Harvard University Press, Cambridge, Massachusetts, 1990). ISBN 0-932885-05-5. This essay can be read here: .
- Sholeh Wolpe, «Sin: Selected poems of Forugh Farrokhzad»(University of Arkansas Press, Fayetteville, Arkansas, 2007). ISBN 1-55728-861-5
- Бехранги, Самад — переводчик стихов на азербайджанский.

## Кино
- خانه سیاه است (Черный дом, 1962) документальный фильм Ф.Фаррохзад и Э.Голестана про лепрозорий в Тебризе; титры на англ. яз.
- Moon Sun Flower Game, German Documentary about Forough Farrokhzad’s adopted son Hossein Mansouri, by Claus Strigel, Denkmal-Film 2007, film resume at producer’s website (недоступная ссылка)